# Ficus colobocarpa
Ficus colobocarpa är en mullbärsväxtart som först beskrevs av Edred John Henry Corner, och fick sitt nu gällande namn av C. C. Berg. Ficus colobocarpa ingår i släktet fikonsläktet, och familjen mullbärsväxter. Inga underarter finns listade i Catalogue of Life.